# Партизанский отряд «Железняк» (Жлобинский район)
Отряд «Железняк» — советский партизанский отряд, действовавший на оккупированной территории Жлобинского района во время Великой Отечественной войны. Создан в мае 1943 года после разделения отряда «Смерть фашизму». В сентябре 1943 года отряд был преобразован в партизанскую бригаду «Железняк».

## История
Партизанский отряд «Железняк» был сформирован 6 мая 1943 года после разделения отряда «Смерть фашизму». Командиром отряда стал Василий Ильич Шаруда, комиссаром — Георгий Васильевич Злынов, начальником штаба — Евгений Дроздовский. Отряд действовал на территории Жлобинского района и участвовал в боевых операциях против немецко-фашистских захватчиков.

## Преобразование в бригаду
10 сентября 1943 года по приказу Гомельского партизанского соединения отряд был развёрнут в партизанскую бригаду «Железняк». В состав бригады вошли три партизанских отряда. Общее число бойцов составляло 964 человека (белорусы, русские, украинцы и др.). Руководство бригады сохранилось: командир — Василий Шаруда, комиссар — Георгий Злынов, начальник штаба — Григорий Завадевкин.